# Berta leucospilota
Berta leucospilota là một loài bướm đêm trong họ Geometridae.